# Cosmoscarta assamensis
Cosmoscarta assamensis is een halfvleugelig insect uit de familie van de schuimcicaden (Cercopidae). De wetenschappelijke naam van deze soort is voor het eerst geldig gepubliceerd in 1914 door William Lucas Distant.